# Arco de Isabel II
El Arco de Isabel II fue un arco de triunfo efímero, hoy desaparecido, situado en Córdoba (España). Este monumento conmemorativo fue construido delante de la antigua Puerta Nueva en el año 1862. El motivo de su construcción fue recibir la llegada de la reina Isabel II a la ciudad de Córdoba, hecho que ocurrió el 14 de septiembre de 1862. Tras la visita de la reina, el arco fue abandonado y posteriormente desmantelado.

## Descripción
El monumento se apoyaba en dos cuerpos de planta rectangular entre los cuales se hallaba un arco de medio punto.
La fachada exterior presentaba a cada lado del arco dos columnas estriadas, adosadas al muro. Todas ellas se apoyaban sobre un zócalo. Los capiteles eran de orden jónico y sobre ellos se apoyaba una cornisa en la que se hallaba una inscripción diciendo «Córdoba». Sobre el arco y bajo la cornisa se encontraba un bajorrelieve de la diosa Victoria representada por dos mujeres aladas sosteniendo una guirnalda. Sobre la cornisa se encontraba el ático, con una inscripción que decía «A Isabel II» y debajo «El Ayuntamiento Constitucional». Sobre éste se hallaba una escultura de una cuadriga.
La fachada interior es desconocida debido a que no se conservan imágenes de la misma.